# جون جوزيف ستيوارت
جون جوزيف ستيوارت (بالإنجليزية: John Joseph Stewart)‏ هو مدرب اتحاد الرغبي ‏ نيوزيلندي، ولد في 18 يوليو 1923، وتوفي في 15 نوفمبر 2002 بسبب سرطان.